# Stylidium planirosulum
Stylidium planirosulum är en tvåhjärtbladig växtart som beskrevs av Wege. Stylidium planirosulum ingår i släktet Stylidium och familjen Stylidiaceae. Inga underarter finns listade i Catalogue of Life.